# شروین شماس
شروین شماس هنرمند تجسمی و مدرس هنر. متولد ۱۳۵۷ در تهران.
آثار وی تلفیقی از هنر نگارگری سنتی ایرانی و هنر مدرن می‌باشد. نمایشی از حفظ تفکر و زیبایی فرهنگ سنتی ایرانی در زندگی مدرن.

## تحصیلات
- کارشناسی نقاشی از دانشکده هنر و معماری دانشگاه آزاد اسلامی واحد تهران مرکزی ۱۳۸۶[۲]
- کارشناسی مهندسی مکانیک از دانشگاه یزد ۱۳۸۰

## رویدادها
۱۳۹۷- اثر منتخب برای نمایشگاه آثار زنان ۲۰۱۹-ایلینوی -ایالات متحده آمریکا
۱۳۹۷- اثر منتخب برای نمایشگاه ۱۰x10 فدراسیون هنرمندان کانادایی-ونکوور-کانادا
۱۳۹۷- اثر منتخب برای آرت پرایز -میشیگان -ایالات متحده آمریکا
۱۳۹۷- اثر منتخب برای نمایشگاه بین‌المللی سالانه فدراسیون هنرمندان کانادایی-ونکوور-کانادا
۱۳۹۷- اثر منتخب برای نمایشگاه هنری با عنوان گیاهان-گالری هنر معاصر آنلاین -ایالات متحده آمریکا
۱۳۹۶- اثر منتخب برای یورو اکسپو آرت فورلی-ایتالیا
۱۳۹۷- اثر منتخب برای مرحله نهایی ووآرت (من زن هستم) -گالری هامون ساری
۱۳۹۷- اثر منتخب برای نمایشگاه ووآرت (من زن هستم)
۱۳۹۷- اثر منتخب برای نمایشگاه طبیعت، گلها، اقیانوسها-روزجهانی محیط زیست
۱۳۸۸- اثر منتخب برای دومین فروش بزرگ‌سال هفت نگاه
۱۳۸۲- اثر منتخب برای جشنواره هنر جوان

## نمایشگاه‌ها
۱۳۹۷-نمایشگاه گروهی -گالری سوترا-کوالالامپور-مالزی
۱۳۹۷-نمایشگاه گروهی نیدرا آرت-گالری ایدیل- استانبول-ترکیه
۱۳۹۷-نمایشگاه گروهی نیدراآرت-گالری لیندا فارل-پاریس-فرانسه
۱۳۹۶-نمایشگاه گروهی هنرمندان معاصر گالری بین‌المللی احسان
۱۳۹۶-نمایشگاه گروهی هنرمندان معاصر فرهنگستان هنر
۱۳۹۶-نمایشگاه گروهی گالری مه و ماهی
۱۳۹۶-نمایشگاه گروهی هنرمندان گالری رنسانس باکو-آذربایجان
۱۳۹۶-نمایشگاه گروهی هنرمندان معاصر گالری آیریک
۱۳۹۴-نمایشگاه نقاشی انفرادی فرهنگسرای ابن سینا و
۱۳۹۳-نمایشگاه نقاشی انفرادی گالری مجد
۹۲و۹۱و۱۳۹۰-نمایشگاه نقاشی انفرادی کارگاه گالری شخصی نقاش
۱۳۸۲-نمایشگاه گروهی نگارگری سپینود گالری درسا